# Johann Most
Johann Joseph « Hans » Most (né le 5 février 1846 à Augsbourg ; mort à Cincinnati le 17 mars 1906) est un militant et propagandiste anarchiste, partisan de la propagande par le fait et fondateur de plusieurs journaux libertaires. 

## Biographie
Johann Most est né le 5 février 1846 à Augsbourg (ville qui sera plus tard le berceau des Conseils de Bavière). Le jeune Most fait preuve très tôt d'indiscipline en organisant une révolte dans son école et en refusant d'assister aux messes.
À la suite d'un accident, il doit subir l'ablation d'une partie de la mâchoire. Cette opération le laisse affreusement défiguré. Après ses études, il mène une existence vagabonde, se voyant souvent refuser du travail à cause de son physique.
Lors de son compagnonnage d'ouvrier relieur, en 1867, il séjourne dans le Jura en Suisse et prend contact avec la section de l’Association internationale des travailleurs (AIT). Il participe activement à la lutte, ce qui lui fait perdre son emploi. Aussi, en 1868, il décide de partir pour l'Autriche. Là, il trouve un mouvement ouvrier embryonnaire et très faible en raison de la répression.
D'abord social-démocrate, Most s'impose très vite comme un des principaux leaders de la contestation sociale. Ainsi en mai 1869, il prend la parole devant 10 000 travailleurs de Vienne ce qui lui vaut un emprisonnement. Le gouvernement autrichien décide dans le même temps de promulguer des lois antisocialistes particulièrement dures. Les séjours de Most en prison lui valent cependant une certaine popularité dans les milieux populaires. Lorsqu'il choisit de retourner en Allemagne en 1871 près d'un millier d'ouvriers autrichiens l'accompagnèrent à la gare.
Établi dans la ville allemande de Chemnitz, il lance un journal (Chemnitzer Freie Presse) et mène une grève locale ce qui lui vaut encore une arrestation. En 1873, il met à profit son incarcération pour rédiger Kapital und Arbeit, une explication du Capital de Karl Marx qu'il jugeait illisible et qu'il interprète à sa façon ! Cela provoque l'indignation de Marx et de tous ses disciples. En revanche, un militant révolutionnaire prend vigoureusement la défense de Most, Eugen Dühring.
Most travaille ensuite au journal Süddeutsche Volkszeitung à Mayence. Il est élu député du Reichstag à la même époque sans se faire d'illusion d'ailleurs sur le parlementarisme. De toute façon, son mandat prend vite fin après avoir célébré en public l'anniversaire de la Commune de Paris. Comme à l'accoutumée, la prison lui permet d'approfondir ses connaissances théoriques et d'écrire des textes. Il écrit Die Bastille am Plotzensee où il dénonce le système carcéral prussien.
À sa libération, Most s'oppose aux leaders sociaux-démocrates comme Wilhelm Liebknecht. En effet il apporte sa collaboration au journal socialiste Berliner Freie Presse où il tente de publier des textes de Dühring pour lequel Most a une grande admiration. Après avoir été prendre des instructions chez Engels, Liebknecht oppose un refus catégorique… Most passe outre et se heurte à Engels qui rédige aussitôt un pamphlet, L'Anti-Dühring.
Dans le même temps, la répression s'abat. La presse est saisie par la police, des lois limitent l'expression politique. Most doit s'exiler à Londres. Il y lance Freiheit, un journal pour la communauté allemande (et distribué au pays), où il critique l'aspect réformiste de la social-démocratie. En réponse, une campagne de calomnies est organisée contre lui notamment dans Der Sozialdemokrat (de) (Zurich). Elle n'est pas sans rappeler les attaques lancées par Marx contre Bakounine quelques années avant.

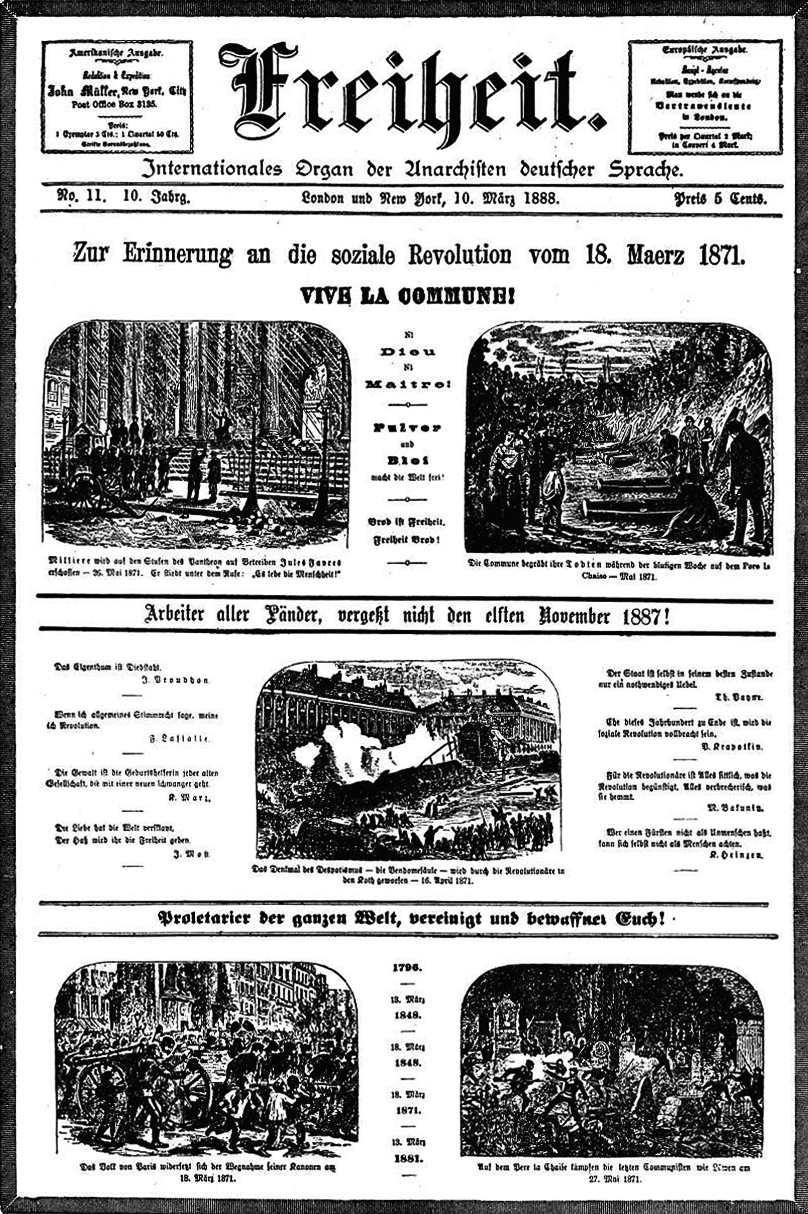
Le Freiheit du 10 mars 1888 commémorant la Commune de Paris

En 1881, la rupture est officialisée, une étape est franchie. Most est devenu véritablement anarchiste. Il rencontre d'ailleurs beaucoup de militants à cette époque comme Errico Malatesta ou Victor Dave. Ses ennuis politiques ne cessent pas. La police anglaise l'emprisonne et le persécute. Finalement, il décide d'émigrer aux États-Unis où des militants l'ont invité pour des conférences.
Lorsqu'il débarque à New York en décembre 1882, il reçoit un accueil triomphal des travailleurs allemands. Influencé par les idées de Kropotkine, il devient véritablement anarchiste et se met à la tâche avec enthousiasme, sillonnant les villes :  Boston, Baltimore, Kansas City... Freiheit reparaît et Most tente d'unifier les forces révolutionnaires. Avec des militants tels que Albert Parsons ou August Spies, il crée l’International Working People's Association dont les statuts réclament l'égalité économique, une organisation coopérative de la production et le fédéralisme.

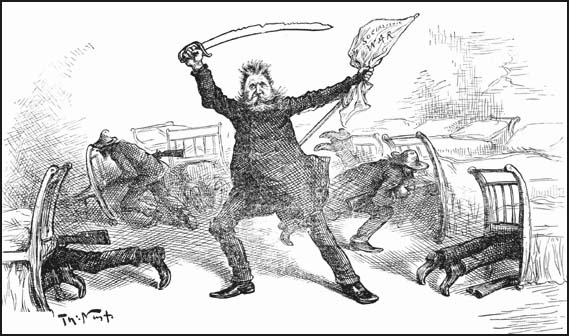
Caricature satirique de Johann Most

Après l'attentat de Haymarket Square contre des policiers, le 4 mai 1886 à Chicago, quatre militants innocents sont pendus dont Parsons et Spies. La presse rend Most directement responsable et engage une campagne contre l'"ennemi public n°1" qui ne cesse jamais du vivant de Most. Le 11 mai 1886, il est arrêté à New York après un meeting, et condamné le 2 juin à un an de prison pour incitation à l'émeute. Emma Goldman écrit à ce sujet :
« De temps en temps, il m'envoyait quelques lignes : il faisait des commentaires spirituels et caustiques des gens qu'il avait rencontrés, ou bien il dénonçait un journaliste qui, après l'avoir interviewé, avait écrit sur lui un article infamant. Parfois il glissait dans une lettre sa caricature parue dans un journal et ajoutait en marge : "Attention : tueur de dames !" ou "Voici l'ogre qui dévore les enfants !". Je n'avais jamais vu de caricatures aussi brutales et cruelles. »
Most ne faisait rien pour les atténuer. Ainsi, il édite un manuel, Revolutionäre Kriegswissenschaft ("Science de la guerre révolutionnaire"). Publié d'abord sous forme d'articles dans Freiheit, c'est un guide pour le bon usage des explosifs. Cet ouvrage connut un certain succès qui est à replacer dans un contexte de lynchage et d'assassinats de révolutionnaires désarmés face aux exactions du patronat américain.
Toutefois Most ne semble pas avoir vu toutes les implications de ce texte. En juillet 1892, Alexandre Berkman (le compagnon d'Emma Goldman) utilisa le manuel de Most pour un attentat contre le patron de l'acier Frick. Most se désolidarise de l'acte pour des raisons personnelles mais aussi tactiques : cela ne ferait pas cesser la répression (ce qui s'avère).
Outre son activité à Freiheit, ses conférences, Most écrit plusieurs livres, fonde une troupe de théâtre (Free Stage), écrivant des pièces et jouant même dans l'une d'elles (Strike, grève).
Vers 1899-1901, Freiheit connaît de graves difficultés financières, en partie résolues par l'acharnement de Most. Malgré son épuisement, il se lance dans une tournée de conférences. C'est le succès. Entre Pittsburgh et Cincinnati, il s'effondre et meurt le 17 mars 1906.
Ronald Creagh a montré le trait distinctif que Most a donné à l'anarchisme américain : « l'agitation dans les rassemblements de masse, objectif prioritaire qui n'exclut pas le travail de coordination de la classe ouvrière lequel est toujours postérieur ; les réunions internes au mouvement sont subordonnées à ces objectifs et sa propre organisation est réduite au minimum quand elle n'est pas laissée de côté. » Malgré ces limites, on doit garder le souvenir d'un lutteur infatigable, porté par un enthousiasme créatif. Tous les écrits de Johann Most sont introuvables en France.
Le journal Freiheit, publié ensuite aux États-Unis, reste l'œuvre de sa vie. Il est également l'auteur de Die Gottespest.

## Ouvrages
- La Science de la guerre révolutionnaire, années 1880.

## Sources primaires

### Sources anarchistes
- Johann Most dans La Vengeance Anarchiste (6 mars 1883)